# Бауэрс, Генри
Генри Робертсон Бауэрс (англ. Henry Robertson Bowers) (29 июля 1883 — ок. 29 марта 1912) — лейтенант Королевского военно-морского флота Индии, полярный путешественник. Участник второй антарктической экспедиции Роберта Фолкон Скотта на судне «Терра Нова» (1910—1913). Один из участников Полюсной партии Скотта из пяти человек, которая покорила  Южный полюс 17 января 1912 года, но позже партии Руаля Амундсена на 34 дня. На обратном пути во время перехода по шельфовому леднику Росса Генри Бауэрс скончался от холода, голода и физического изнеможения вместе с оставшимися спутниками, не дойдя до ближайшего склада с продовольствием всего 11 миль.

## Юность
Генри Бауэрс родился 29 июля 1883 года в шотландском городе Гринок. Отец скончался в Янгоне, когда Генри было лишь три года. Вся ответственность за воспитание сына легла на плечи матери.

Впервые в море Бауэрс вышел кадетом торгового флота на учебном судне «Worcester», а затем перешёл на судно «Loch Torridon», пять раз выходил в плавание в иностранных водах. В 1905 году поступил на службу в индийский Королевский флот, в чине младшего лейтенанта служил на Цейлоне и Бирме, являлся командиром канонерской лодки на реке Иравади. Позднее служил на корабле «Fox», предотвращая нелегальную транспортировку оружия в Персидском заливе.

## Экспедиция «Терра Нова»
Бауэрс присоединился к экспедиции «Терра Нова» Роберта Скотта в 1910 году, прочтя отчёт о его первой экспедиции на «Дискавери» и экспедиции Эрнеста Шеклтона на «Нимроде». У Бауэрса не было никого полярного опыта, но он был рекомендован Скотту экс-президентом Королевского географического общества сэром Клементом Маркэмом, который являлся главным организатором первой экспедиции Скотта. Маркэм встретился с Бауэрсом на борту судна «Worcester» и был настолько им впечатлён, что Скотт пригласил Бауэрса присоединиться к экспедиции даже без собеседования. Когда состоялась их первая встреча, Скотт увидел перед собой низкорослого упитанного человека, что не произвело на него столь же положительного впечатления, как на Маркэма.
Бауэрс получил отпуск для участия в экспедиции в должности каптенармуса на крайне невыгодных для него условиях. Первоначально вся его роль сводилась к заведованию судовым складом, однако Бауэрс быстро отличился своими организаторскими способностями. Когда Терра Нова покинула Новую Зеландию, Скотт назначил его участником береговой партии, отвечавшим за разгрузку, склады и наполнение промежуточных депо. Экстраординарная память Бауэрса сослужила Скотту добрую службу.
В июле 1911 года, через шесть месяцев после прибытия в Антарктиду, Бауэрс вместе с Эпсли Черри-Гаррардом и доктором Эдвардом Уилсоном совершил поход к лежбищу императорских пингвинов, расположенному на мысе Крозир, чтобы собрать для научных целей несколько яиц, из которых ещё не вылупились птенцы. В разгар полярной зимы, почти в полной темноте и при температуре от −40,0 ° С до −56,7 °C, они тащили тяжёлые сани на протяжении почти ста километров от основной базы на мысе Эванс к противоположной стороне острова Росса. Замёрзшие и изнеможённые они достигли цели, но почти сразу началась сильная метель. Их палатка была порвана и унесена ветром, оставив людей в одних спальных мешках. Когда ветер стих, палатка всё же была найдена примерно за пол мили от того места. Экспедиционеры взяли три пингвиньих яйца и 1 августа вернулись на мыс Эванс, через пять недель после начала похода. Черри-Гаррард позже назовёт это предприятие «наихудшим путешествием в мире». Эта фраза легла также в название его книги, изданной в 1922 году и повествующей об экспедиции «Терра Нова».
1 ноября 1911 года начался долгий поход к Южному полюсу. Несколько вспомогательных групп было отправлено на разных средствах передвижения и передвигавшихся с разной скоростью для закладки промежуточных складов с продовольствием и топливом. По мере организации складов группы поворачивали обратно, а оставшиеся четыре человека должны были совершить рывок к полюсу. Первоначально Скотт не планировал включать Бауэрса в свою полярную партию. Он был членом санной партии под руководством помощника капитана Терры Новы лейтенанта Эванса, чьей задачей было сопровождать Полюсную партию до 87° ЮШ. Но 4 января 1912 года, когда Эванс двинулся в обратный путь, Бауэрс был включён пятым участником полюсной партии. Некоторые биографы Скотта утверждают, что это было импульсивное решение, которое, вполне вероятно, сократило шансы на выживание всех членов похода (запасы продовольствия были рассчитаны на четырёх человек). Тем не менее, другие, такие как исследователь Антарктики Ранульф Файнс, указали, что это логичное решение, целью которого было увеличить скорость передвижения партии. Другие замечают, что, вероятно, Бауэрс понадобился Скотту на Южном полюсе, как ещё один опытный штурман и знаток навигации. Скотт хотел избежать всеми силами таких споров, какие разгорелись в своё время по поводу Фредерика Кука и Роберта Пири.

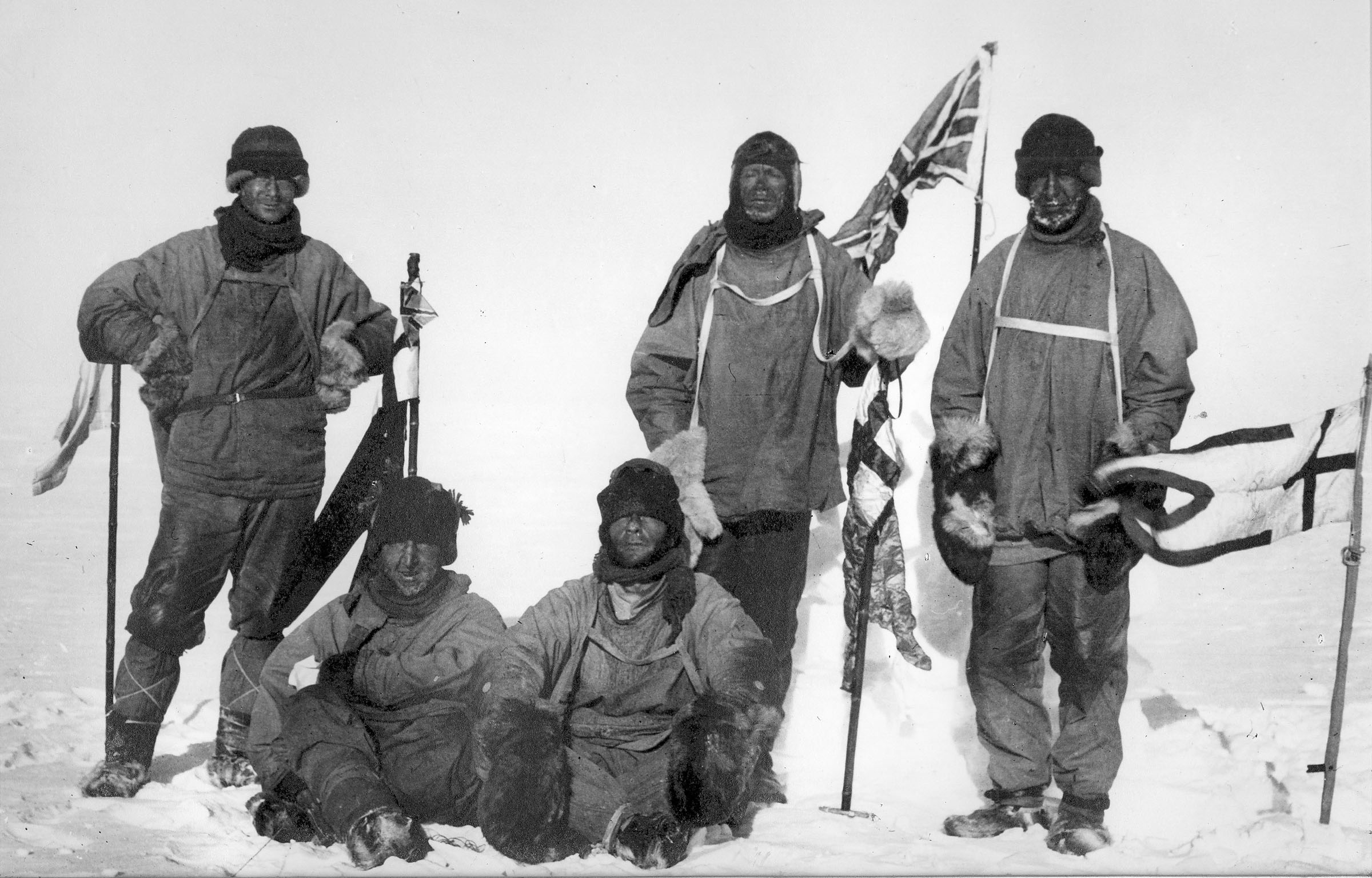
Последняя фотография Полюсной партии. Генри Бауэрс — сидящий слева

16 января 1912 года партия Скотта приблизились к полюсу. Бауэрс первым заметил на горизонте чёрную точку, которая впоследствии оказалась чёрным флагом, привязанным на полозе от саней. 18 января экспедиционеры достигли полюса и обнаружили там пульхейм экспедиции Руаля Амундсена. Из записки, оставленной Амундсеном Скотту, стало ясно, что норвежцы опередили англичан на 34 дня. Сделав несколько снимков и набросков, воздвигнув гурий и установив английский флаг, спутники Роберта пустились в обратный путь, который, как и предполагал Скотт, превратился в отчаянную борьбу.
Первым у подножия ледника Бирдмора умер Эдгар Эванс, предположительно от черепно-мозговой травмы и вследствие полученного сотрясения мозга. 16 марта на леднике Росса Лоуренс Отс, который уже не мог нормально передвигаться, вышел из палатки босиком в сорокаградусный мороз и свирепствовавшую метель, чтобы дать шанс на спасение своим товарищам. После этого оставшиеся в живых трое участников похода шли ещё три дня и преодолели около 20 миль, несмотря на обмороженные конечности и начавшуюся гангрену ног. В 11 милях от склада продовольствия «Одна тонна» 20 марта они были остановлены сильным бураном. К 29 марта ситуация не изменилась, а у людей закончилось топливо и продовольствие. Скотт со своими спутниками написали прощальные письма друзьям и знакомым. Было также записано «Послание к общественности», а последние строки дневника Скотта гласят:

Мы слабеем и смерть, конечно, близка. Жаль, но не думаю, что смогу писать ещё.

Ради Бога, не оставьте наших близких!
Их тела были найдены поисковой партией 12 ноября. Казалось, что Уилсон и Бауэрс умерли во сне: спальные мешки были закрыты над их головами, как будто это сделали они сами. Палатка была опущена над телами и послужила погребальным саваном, а над ней был возведён гурий изо льда и снега, увенчанный крестом, сбитым из пары лыж.

## Характеристика и прозвища

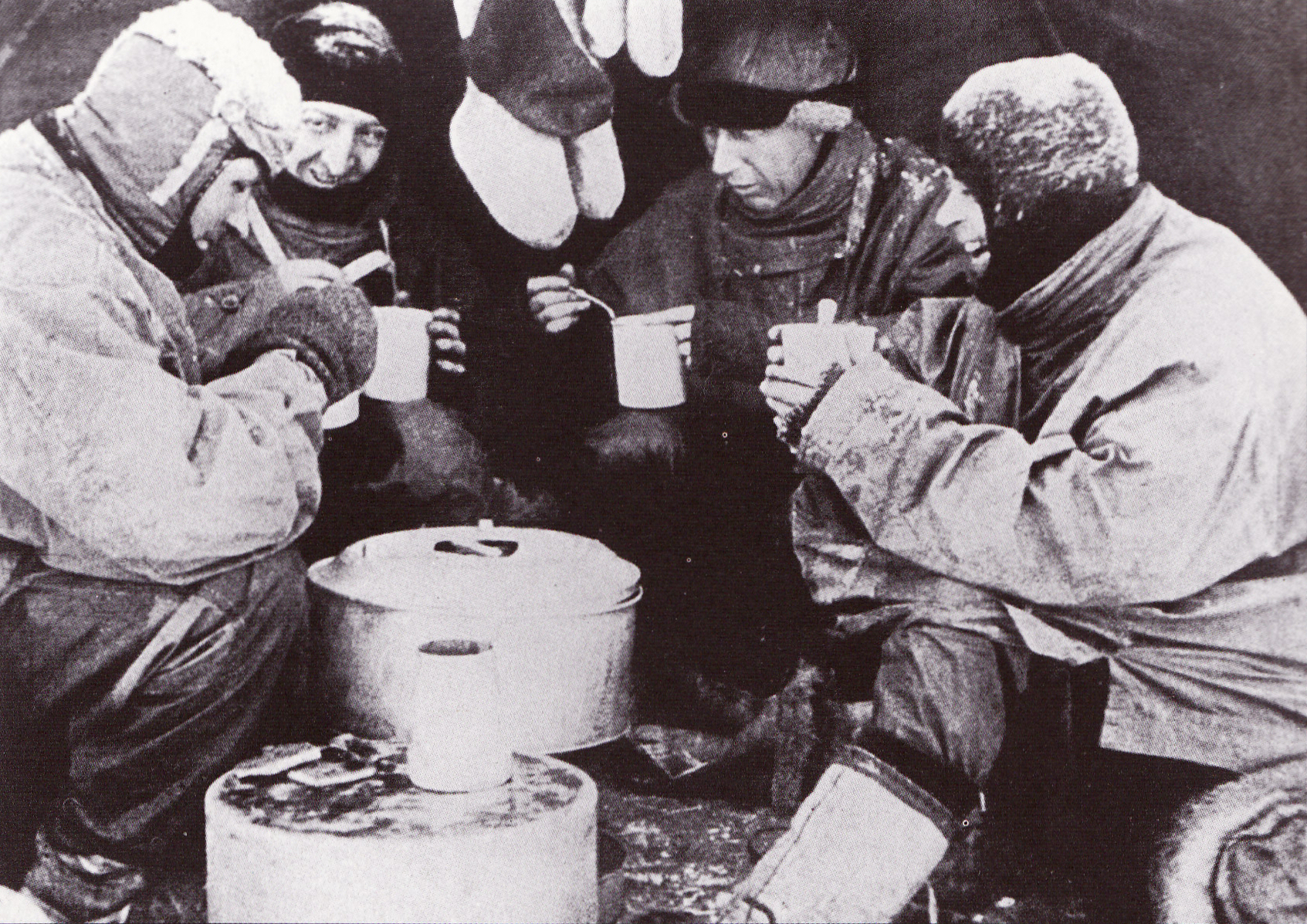
Неунывающий Генри Бауэрс второй слева

Бауэрс был низкорослым человеком в пять футов и четыре дюйма (163 см). У него были рыжие волосы и нос, походивший на птичий клюв, из-за чего он получил прозвище Птичка. Биограф Гарри Ладлэм указывает на другую версию происхождения этого прозвища: Бауэрс упал через люк на чугунный балласт с высоты более чем 20 футов (6,1 м), но не получил никаких травм. Он был известен своей выносливостью, надежностью, и жизнерадостностью. По сведениям Ладлэма, Бауэрс пользовался репутацией самого сильного человека на «Терра Нове». Эпсли Черри-Гаррард, один из экспедиционеров, замечал, что его «работоспособность была огромной», и что «он был прозрачно простой, прямой и бескорыстный». В своем дневнике, Скотт писал о Бауэрсе:

Бауэрс подходит мне по всем показателям; я полагаю, что он не только наиболее закаленный путешественник из всех, побывавших в полярных областях, но и один из наиболее отважных. О том, какую ценность представляет для полярной группы этот человек, я обычно говорю скорее намеками, чем прямо. Но нельзя не отметить его неутомимую энергию и поразительную выносливость, позволяющие ему продолжать работу в таких условиях, которые полностью парализуют других. Не было ещё столь крепкого, деятельного и непобедимого человека, как этот маленький Бауэрс.
8 января Скотт дал оценку всем четверым своим спутникам, о Бауэрсе записал следующее:

Маленький Бауэрс остается чудом — все это ему очень нравится. Я переложил на него все заботы о продовольствии, и он всегда точно знает, чем мы располагаем… Он не тяготится ничем, не существует работы, которую он счел бы слишком тяжелой

В письме к матери Бауэрса Скотт писал:

По мере того как росли затруднения, неустрашимый дух Бауэрса сверкал все ярче, и он оставался бодрым, полным надежды и непоколебимым до конца. Он остается не себялюбивым, самоотверженным и изумительно полным надежд до конца и верит в божие милосердие к вам.
Последняя запись в дневнике Бауэрса, который также должен был фиксировать научные наблюдения, гласила лишь следующее: «З фев. (кажется, так)».

## Увековечивание памяти

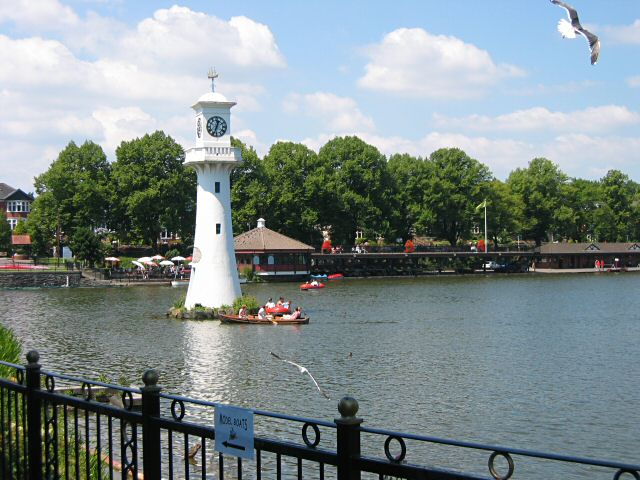
«Маяк Скотта»

Участниками спасательной экспедиции над местом упокоения последних членов похода к Южному полюсу была возведена пирамида изо льда и снега, а надпись на установленном кресте содержала слова:

Этот крест и гурий воздвигнуты над телами капитана Скотта, кав. орд. Виктории, офицера королевского флота; доктора Э. А. Уилсона, бакалавра медицины Кембриджского университета, и лейтенанта Г. Р. Боуэрса, офицера королевского индийского флота, — как слабый знак увековечения их успешной и доблестной попытки достигнуть полюса.

Именем Бауэрса был назван ледник, открытый ещё во время первой экспедиции Скотта в Антарктиду. На Маяке Скотта в парке Роат на озере города Кардифф Южного Уэльса, имеется мемориальная доска, на которой перечислены все члены экспедиции Роберта Скотта, включая Генри Бауэрса. Множество других памятников и монументов было воздвигнуто по всему миру в память о погибших.
Бауэрсу посвящена небольшая выставка на острове Бьют в музее города Ротсей, на окраине которого и провёл большую часть своего детства Генри Бауэрс.
Матери и сёстрам Бауэрса правительство Индии назначило пожизненные выплаты по 100 фунтов в год. Также мать и две дочери Бауэрса получили £ 4 500 фунтов стерлингов (330 000 фунтов по меркам 2009 года) из Мемориального фонда Скотта.

### Первоисточники
- Scott's last expedition. In two volumes / Arranged by Leonard Huxley. With a preface by Sir Clements R. Markham, etc. — London : Smith, Elder & Co, 1914. — Vol. I. Being the journals of Captain R. F. Scott …. — XXVI, 636 p.
- Scott's last expedition. In two volumes / Arranged by Leonard Huxley. With a preface by Sir Clements R. Markham, etc. — London : Smith, Elder & Co, 1913. — Vol. II. Being the reports of the journeys & the scientific work undertaken by Dr. E.A. Wilson and the surviving members of the expedition. — XVI, 534 p.
- Скотт Р. Экспедиция к Южному полюсу. 1910—1912 гг. Прощальные письма / Пер. с англ. В. А. Островского, под ред. М. Г. Деева. — М.: Дрофа, 2007. — 559 с. — (Библиотека путешествий). — 5000 экз. — ISBN 978-5-358-02109-9.
- Черри-Гаррард Э. Самое ужасное путешествие / Перевод с английского Р. М. Солодовник; Научный редактор доктор. геогр. наук В. С. Корякин. — М. : Paulsen, 2014. — 528 с. — (Великие британские экспедиции). — ISBN 978-5-98797-085-0.

### Монографии и статьи
- Ладлэм Г. Капитан Скотт / Перевод с английского В. Я. Голанта. Научный редактор кандидат географических наук Л. И. Дубровин. С предисловием академика А. Ф. Прянишникова. — Изд. 2-е, испр. — Л. : Гидрометеоиздат, 1989. — 288 с. — ISBN 5-286-00406-7.
- Хантфорд Р. Покорение Южного полюса. Гонка лидеров / Пер. с англ. С. Филина. — М. : Манн, Иванов и Фельбер, 2012. — 640 с. — ISBN 978-5-91657-323-7.
- Fiennes, Ranulph, Sir. Race to the pole: tragedy, heroism, and Scott’s Antarctic quest. — New York : Hyperion, 2004. — viii, 462 p. — ISBN 0-4013-0047-2.
- Jones M. The last great quest: Captain Scott's Antarctic sacrifice. — Oxford University Press, 2004. — XV, 352 p. — ISBN 0–19–280570–3.
- Seaver G. 'Birdie' Bowers of the Antarctic / with an introduction by Apsley Cherry-Garrard. — London : J. Murray, 1938. — xxiii, 270 p.